# WHIP
WHIP(Walks Plus Hits Divided by Innings Pitched, 이닝당 안타 및 볼넷 허용률)는 야구에서 투수의 성적 평가 항목 중 하나로서 피안타 수와 볼넷 수의 합을 투구 이닝으로 나눈 수치이다. 한 이닝에 몇 명의 주자를 내보냈는지 나타내며, 메이저 리그 베이스볼에서는 공식 기록으로 활용하고 있다. 여기서 Walks Plus Hits라 하는 것은 피안타와 볼넷 허용 개수를 더한 값을 의미하며, 몸에 맞는 볼은 포함하지 않는다.
주자가 적으면 실점할 가능성도 적어지므로 투수의 안정도를 측정하고자 이용된다. 일반적으로 1.00 미만이라면 야구계를 대표하는 에이스, 1.20 미만이라면 구단을 대표하는 에이스, 1.40을 웃돌면 성적이 떨어지는 선수로 취급된다. 단점으로는 장타도 단타·볼넷과 똑같이 취급되기 때문에 장타를 맞기 쉬운 투수는 WHIP가 나타낸 정도의 성적을 남길 수 없다.

## 같이 보기
- 자책점
- 평균 자책점
- 퀄리티 스타트